# 弁天島 (北海道松前町)
弁天島（べんてんじま）は、北海道松前郡松前町に存在する島である。

## 概要
松前漁港から南方、約100 mほどの沖にある、周囲約1 kmの無人島で、ウミネコなどの海鳥が多く生息している。島内には、明治22年（1889年）9月1日に設置された、航路標識の松前灯台がある。

## 所在地
- 郵便番号：049-1502
- 住所：北海道松前郡松前町弁天